# 天津旅游
天津旅游，是天津市服务业中的一项重要新兴产业。天津以近代历史、中西文化交融和民俗文化的特色，加之天津国际邮轮母港的开港，近年逐渐开始吸引邮轮观光游客到访。

## 旅游景点
天津拥有中国国家级自然保护区三处：八仙山因曾人迹罕至，保留下了山林野趣的自然特色；蓟县中上元古界国家自然保护区被联合国地质科学联合会确认为世界标准地层剖面；天津古海岸与湿地国家级自然保护区分布着三道贝壳堤，记录了天津平原的退海成陆历史。天津的黄崖关长城位于蓟县城北，是联合国世界文化遗产。此外，古文化街是国家5A级旅游景区。古文化街的天后宫，是天津市区现存最古老的建筑群，也是中国北方妈祖文化最具代表性的历史遗迹。杨柳青镇是中国四大名镇之一，以杨柳青年画而闻名，被国家文物局命名为“中国历史文化名镇”。

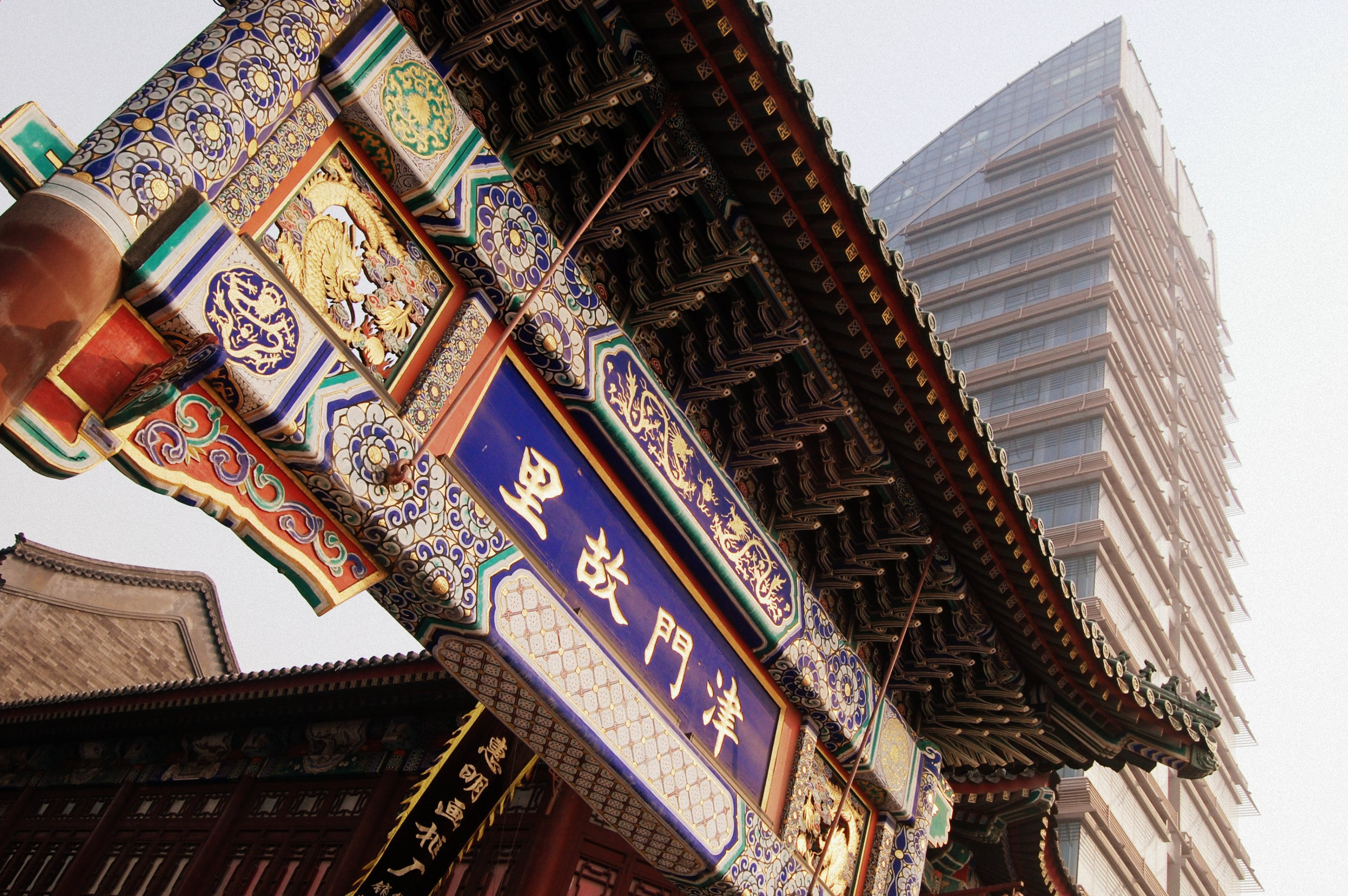
津门故里
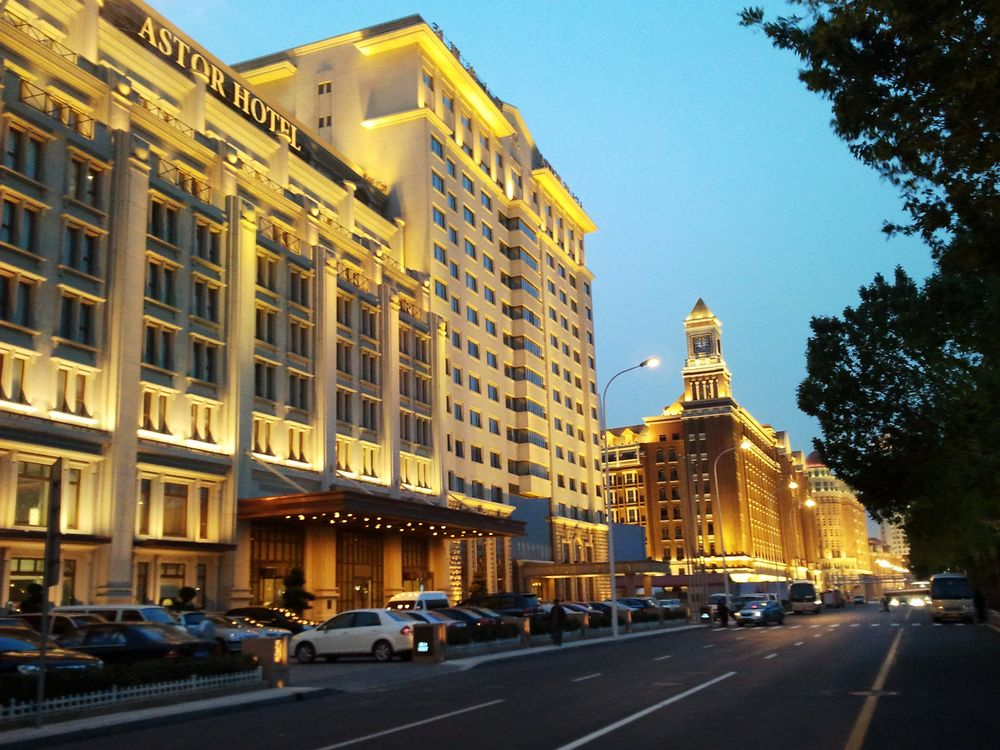
天津英式风情区
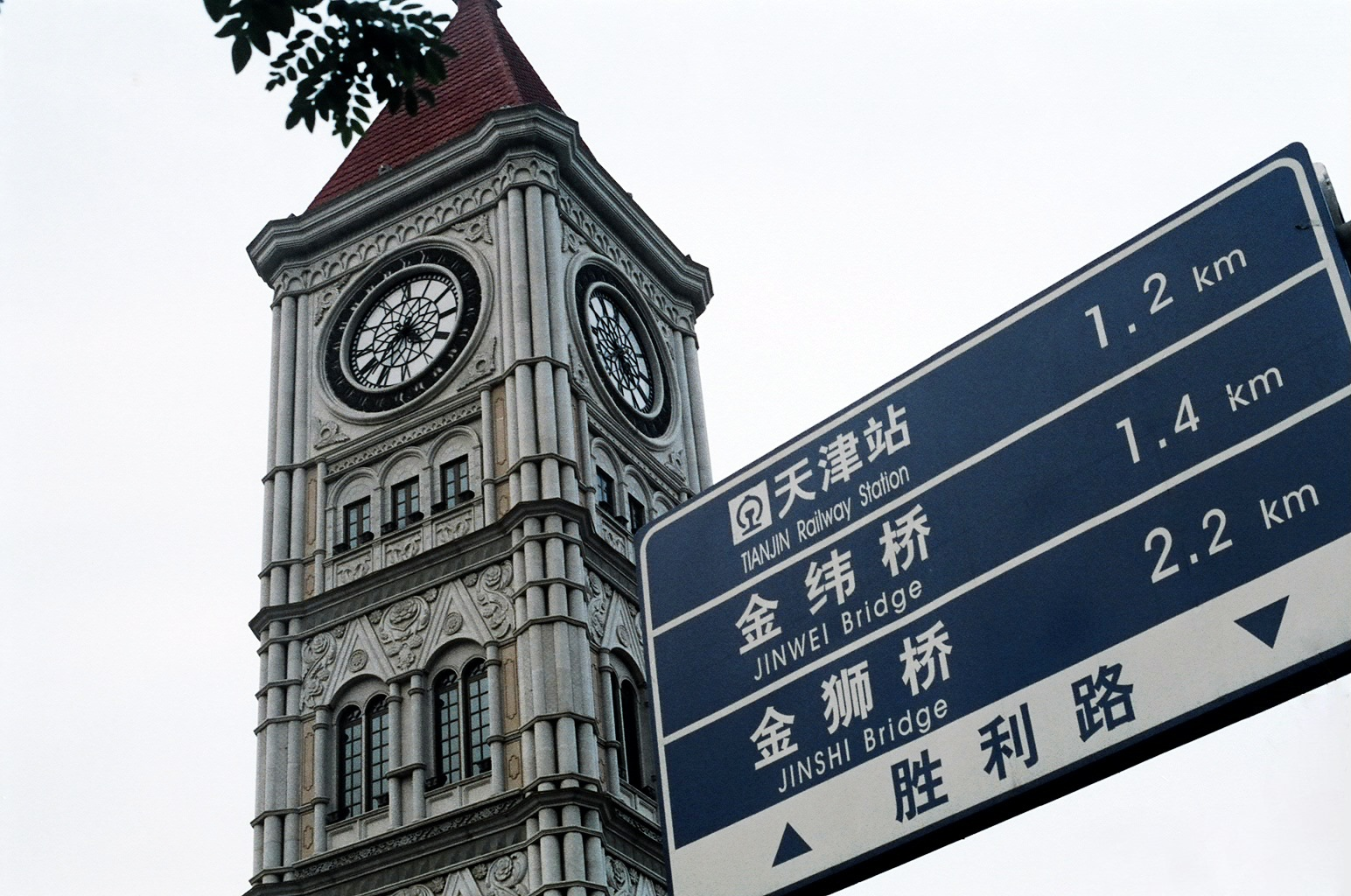
天津意式风情区
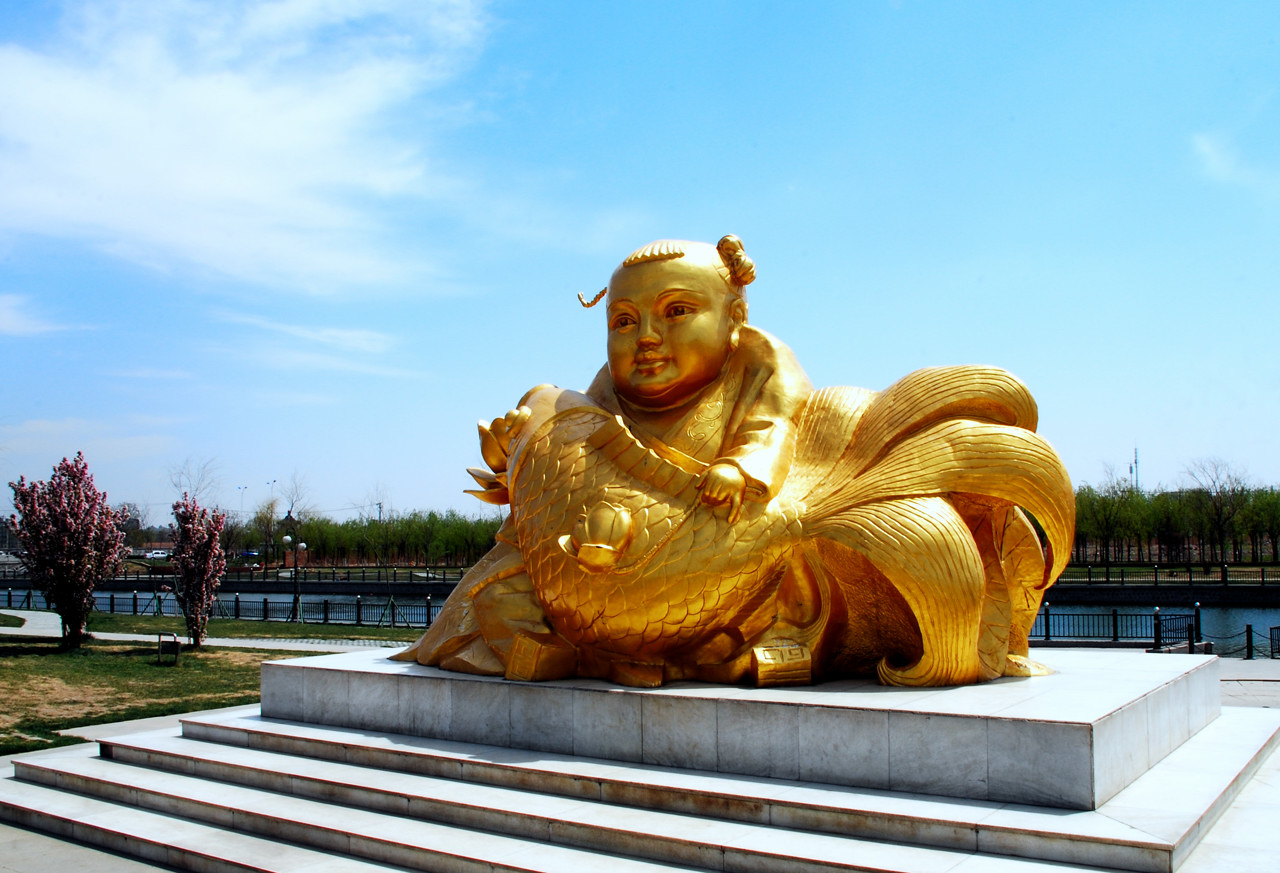
历史名镇杨柳青镇

### 海河观光
天津市区内的海河，沿河两岸汇聚了中国传统建筑、欧式建筑及现代建筑，日渐成为著名的景观，尤其以流光溢彩的夜景和“一桥一景”的特色而获得赞誉，并成为夏季达沃斯论坛等重大国际活动来宾参观的重要游览景观。

### 异国风情区
天津市政府逐渐对天津租界进行修缮和开发，并形成具有各国特色的异国风情区。1999年，天津市决定与意大利合作开发天津意大利租界，建立中国·天津海河意式风情区。2002年起，天津市人民政府为进一步增强城市活力、发展城市经济，正式作出决策进行海河开发计划。天津市政府出资成立天津市海河风貌建设发展有限公司开始对原天津意租界、奥租界等所在地域的历史街区进行保护性开发，并依据原租界地建筑风格分别命名“天津意式风情区”“天津奥式风情区”等，其中意式风情区又名“新·意街”。新意街一期工程于2005年完成修缮并招商引资，2008年对外接待游客。如今，原天津意租界正在进行第三期的修缮工程，已经成为中国国家4A级旅游景区。2010年3月起，天津市开始在原天津英租界以解放北路为核心，对泰安道及周边地区的历史街区进行修缮并建设配套建筑，将形成泰安道英式风情区，该工程将于2011年正式完工。此外，原德租界、法租界等的相关租界的历史街区也正在保护性开发中，并陆续接近尾声，成为天津市具有代表性的旅游资源。
租界建筑和街区由于得到保护和修缮，已经成为众多导演和电影的取景地。导演黄建新曾表示天津的租界“建筑保存得很完整……非常有特色，甚至比上海的还要丰富、还要完整。”《梅兰芳》《非常完美》《建国大业》《风声》等影片在天津意租界、英租界和法租界等地取景。

## 夜景

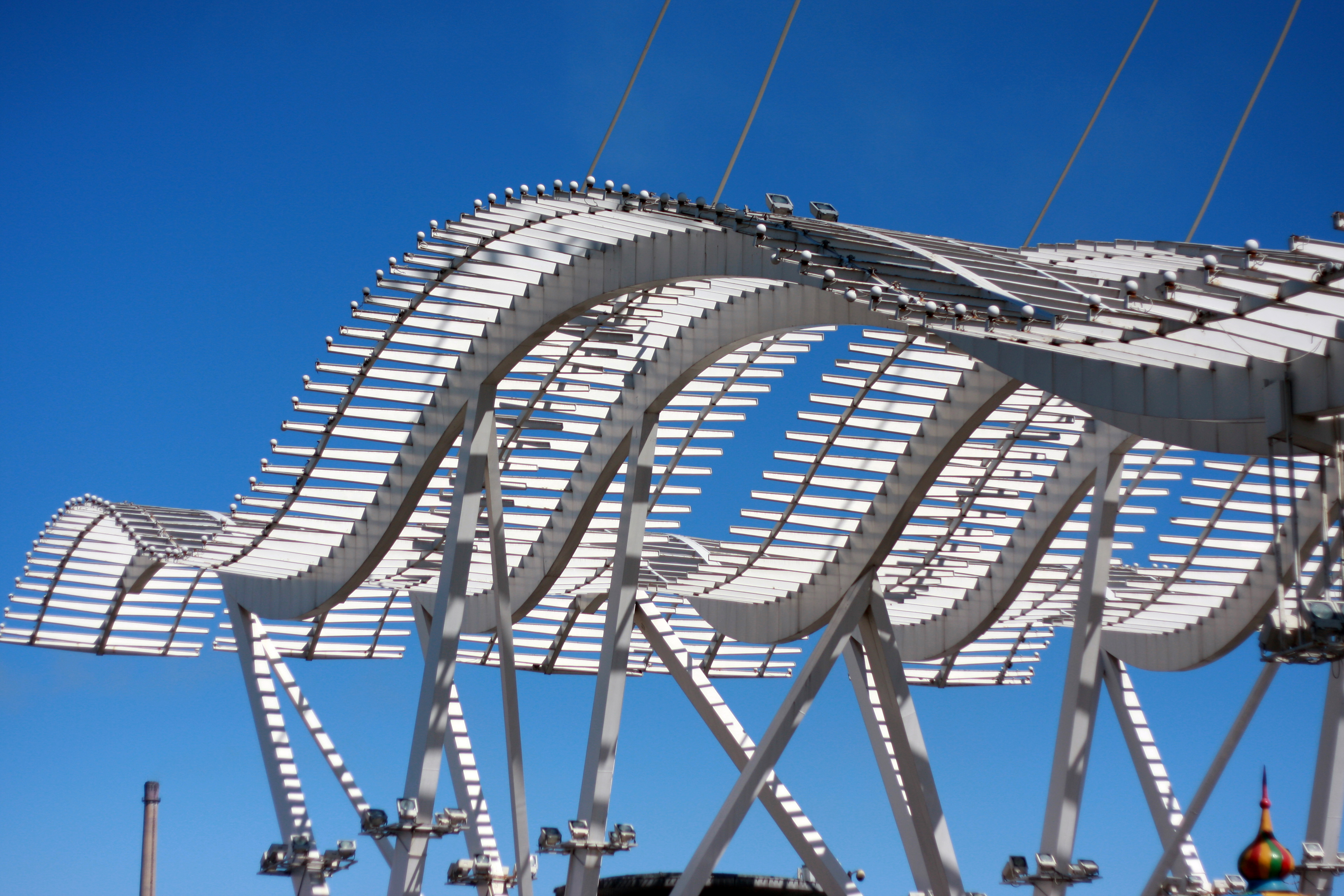
海河外滩公园碧帆海影

1902年，天津开始架设路灯，到20世纪30年代，天津已经有了“北方不夜城”的美誉。到现在天津市中心城区形成了海河景观照明“鱼骨形”结构，即以海河及其延长线(北运河、南运河重点段)景观照明构成天津夜景照明的主轴线，并由轴线通过道路界面发散为呈“鱼骨形”交叉结构的主轴照明格局。海河夜景已经成为天津市重点的旅游线路，并成为2010年夏季达沃斯论坛等重大活动的来宾招待旅游项目。

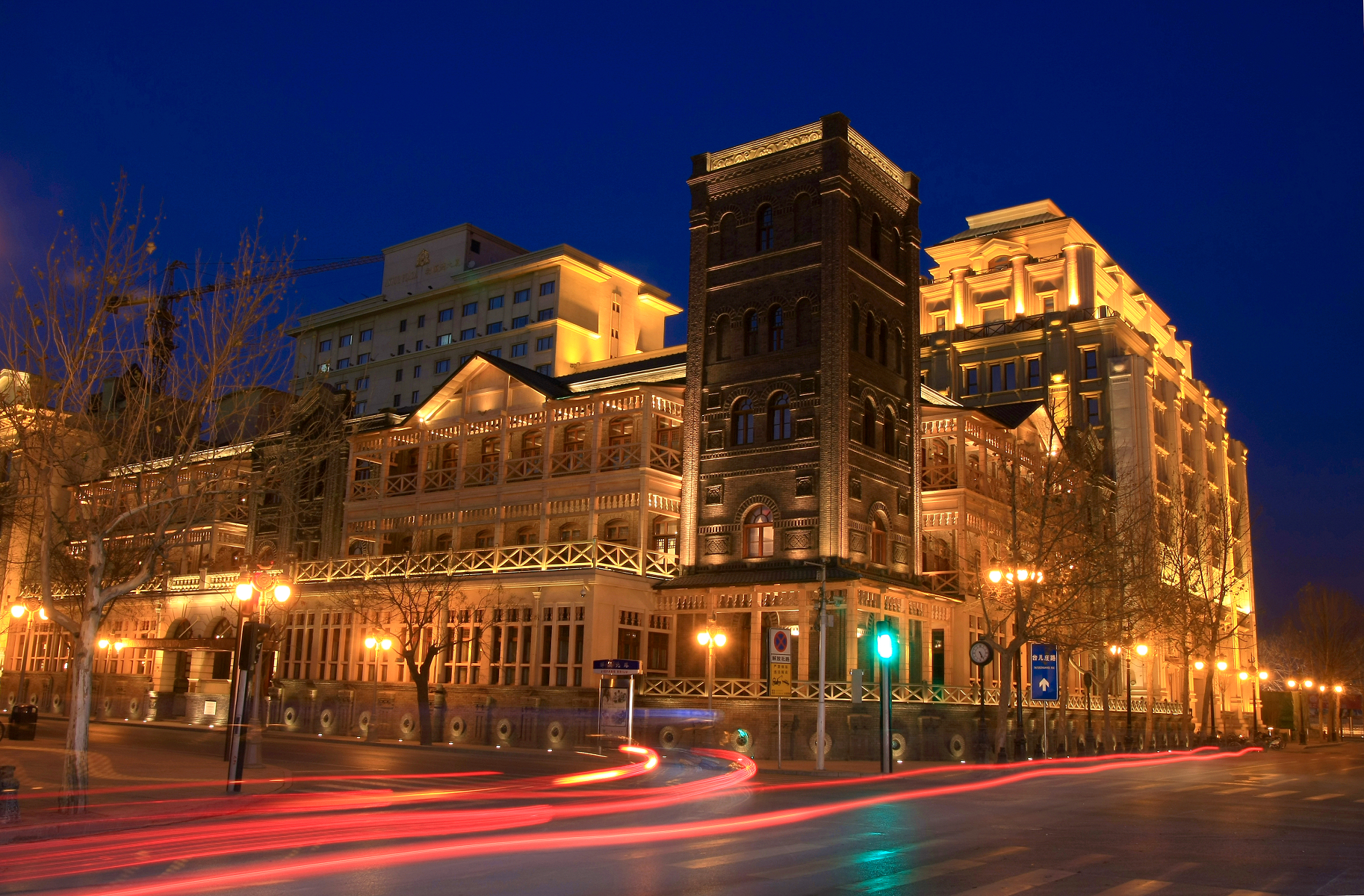
解放北路
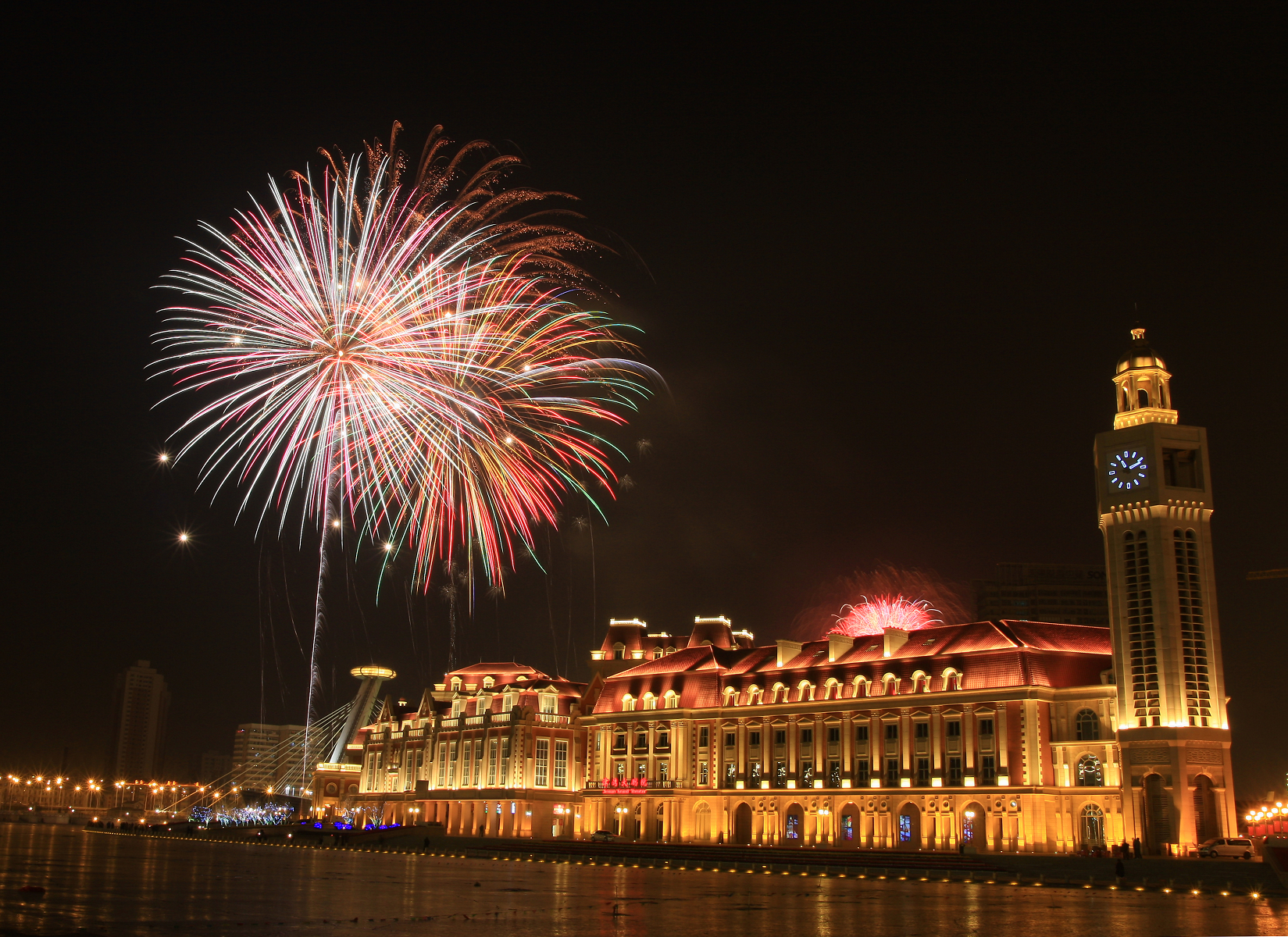
津湾广场
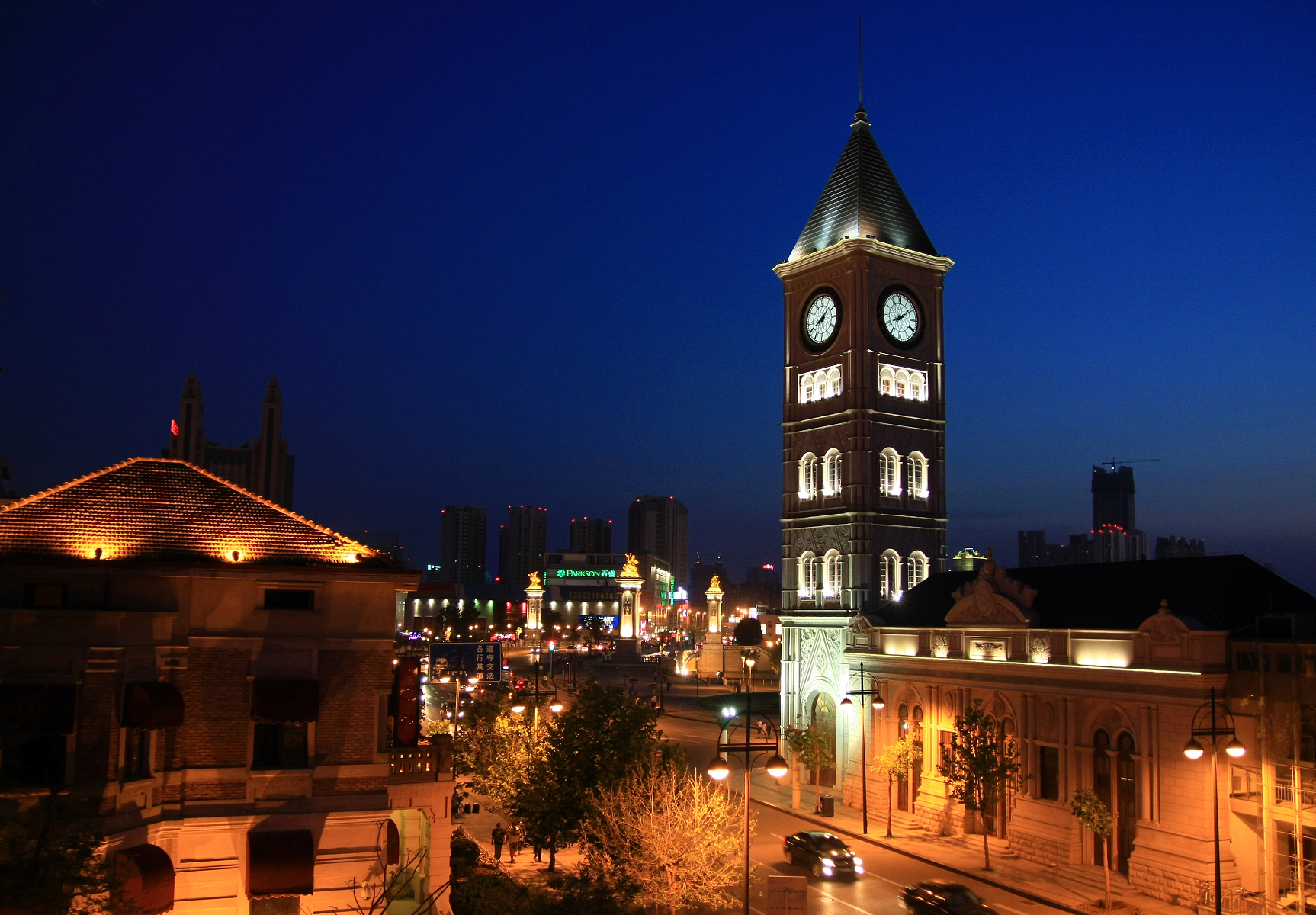
天津意式风情区
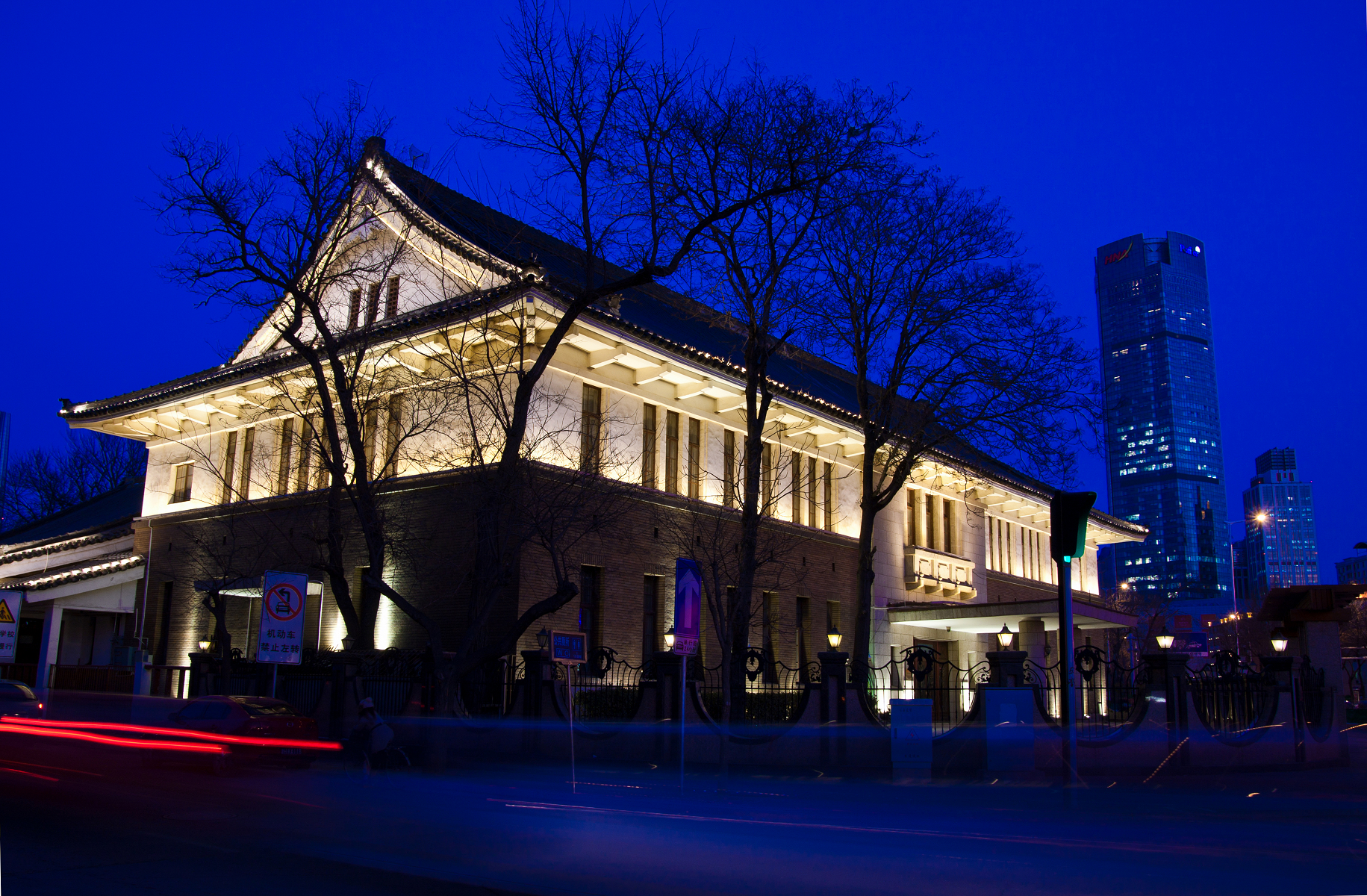
武德殿

## 公园广场
天津市自2008年开始，逐步对每一个城市公园和广场进行提升改造。天津市区的公园有天津水上公园、天津动物园、南翠屏公园、中山公园、北宁公园、海河音乐公园、中心公园、人民公园、金钢公园等，其中北宁公园前身是光绪三十二年(1906年)由清末民初的实业家周学熙修建的种植园,后取“非宁静无以致远”之意，更名为“宁园”。滨海新区的公园有海河外滩公园、泰丰公园、紫云公园等，海河外滩公园中的碧帆海影的雕塑已经成为滨海新区的地标性建筑，并可在此城游船游览海河下游。这些公园在经过提升改造之后，均已取消门票，免费向市民和游客开放。

## 现代艺术

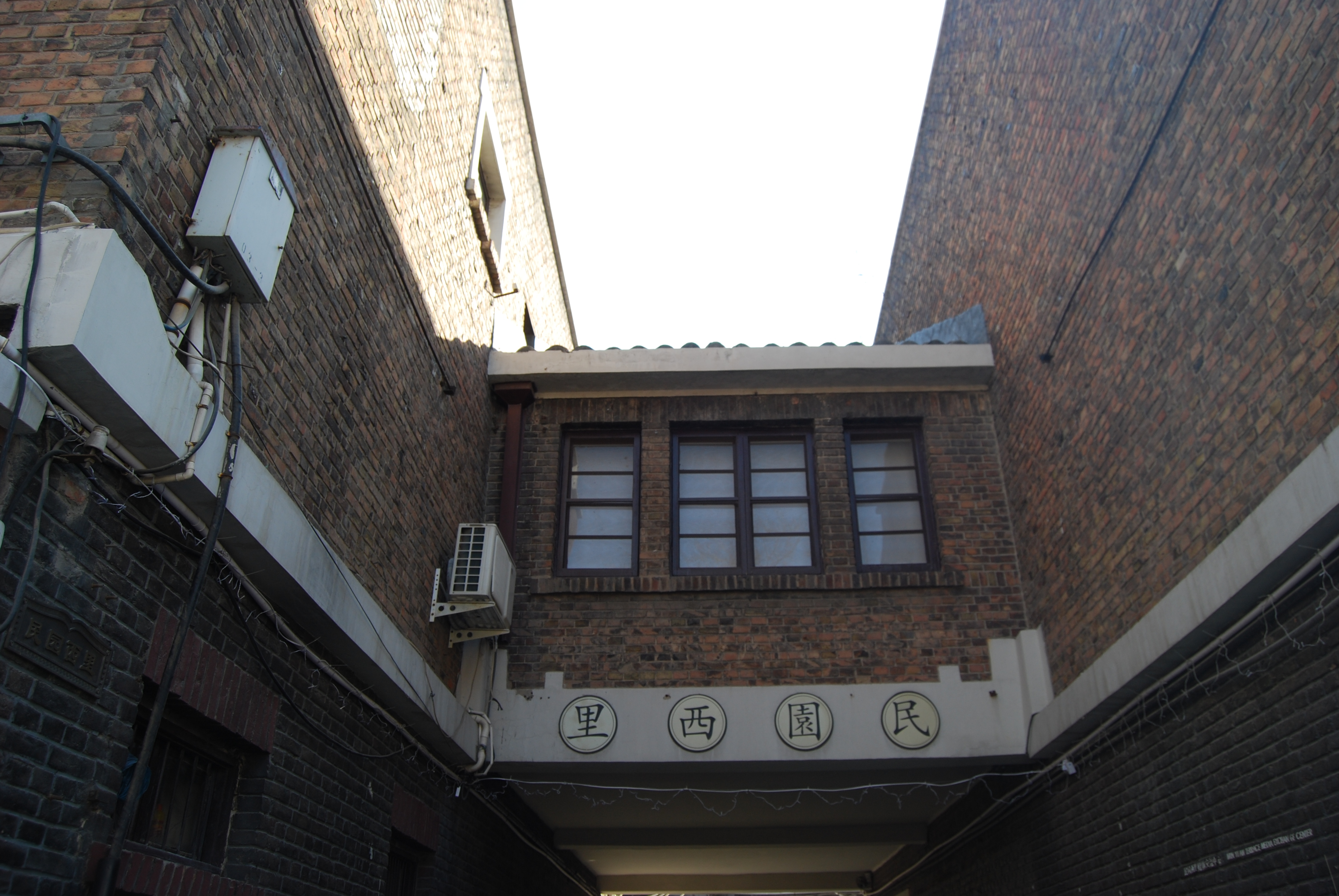
民园西里艺术区

天津的现代艺术聚集地有：民园西里、意库、6号院、C92、3526创意工场等。民园西里艺术区位于五大道常德道上的民园西里，原为天津英租界科伦坡道上由沈理源设计的联排别墅，2009年，纽约Store front建筑艺术画廊、POP UP艺术画廊等相继在此开业，目前拥有一些画廊和创意单位。6号院位于和平区台儿庄路6号，曾为英国怡和洋行仓库，始建于1921年。2000年开始，有艺术家在此集聚，目前拥有众多画廊，创意企业。意库位于红桥区湘潭道11号。前身为天津外贸地毯厂厂房。目前保留了从20世纪50年代到90年代不同风格的16幢建筑，是创意产业集聚区。C92位于长江道92号，目前拥有小众电影院、酒吧等平民艺术场所。3526创意工场位于河北区水产前街28号，前身为军工厂，园区利用旧厂房改造而成，众多五、六十年代的建筑依然保存完好。